# Roskilde Festival 2000
Roskilde Festivalen blev i 2000 afholdt fra 29. juni til 2. juli. Roskilde oplevede sin første store ulykke, hvor 9 mennesker omkom under en koncert. Siden blev der opsat båse foran scenerne, så publikum kunne reguleres.

## Ulykken 30. juni
Ni unge mennesker mistede livet under Pearl Jams koncert på Orange Scene 30. juni. De præcise omstændigheder for ulykken er blevet undersøgt af både politi og statsadvokat, og ved efterfølgende civile retssager, og konklusionen af disse er, at det var en ulykke. Mange faldt, som det ofte sker til store koncerter, men et bestemt sted kom de ikke op igen – og en del crowdsurfere faldt oveni "hullet" og menes at have været en af faktorerne for at det gik galt (crowdsurfing blev efterfølgende forbudt over det meste af Europa). De nederst placerede døde som følge af kvælning / at de ikke kunne få luft. Da vagterne foran scenen kom til, og musikken var stoppet, var det allerede for sent. 
Ulykken førte det følgende år til massive ændringer i forbindelse med sikkerheden for at undgå lignende begivenheder – ikke bare på Roskilde Festival, men faktisk blev forholdene for sikkerhed for festivaler overalt i Europa ændret. Roskilde Festival var inden ulykken i 2000 kendt som en af de sikreste festivaler.[kilde mangler]

## Musikgrupper
- 3rd Bass (US)
- Morten Abel (N)
- Arling & Cameron (NL)
- B.T. (US)
- Bad Company (UK)
- Bean Field (D)
- Dan Bell (US)
- Biosphere (N)
- Blazing Eternity (DK)
- Bloco Vomit (BRA)
- Bo Dollis & The Wild Magnolias (US)
- Bobbito The Barber (US)
- Brother Brown (DK)
- THe Burnouts (DK)
- Lee Burrigde (UK)
- Bush (UK)
- Cai Bojsen-Møller & Orchestra (DK)
- Calexico (US)
- DJ Cam – Loa Project (FR)
- Cheb Aïssa (ALG)
- Cumbawamba UK)
- Copenhagen Scratch Masters (DK)
- The Cure (UK)
- Cat Power (US)
- D-A-D (DK)
- Dauerfisch (D)
- The Defectors (DK)
- Desmond Dekker (JAM)
- Der Dritte Raum (D)
- Dicte (DK)
- Dissidenten (D/MAR)
- Dub Tractor (DK)
- E.T.A. (DK)
- Iliades Ochoa & El Cuarteto Patria (CUB)
- Eric S DJ Sound System (S)
- Essensen (DK)
- Everything But The Girl (UK)
- Fauna Flash DJs (D)
- Femi Anikulapo-Kuti & The Positive Force (NIG)
- Ferus Mustafov & Band (MAK)
- Fields of The Nephilim (UK)
- First Floor Power (S)
- Fister (DK)
- The Flaming Lips (US)
- The Flaming Sideburns (FIN)
- Fundamental (UK)
- Funk'n'Lata
- Funkstörung (S)
- Gigandhi (DK)
- Girlfriend (DK)
- Gjallarhorn (FIN)
- Glorybox (US/DK)
- Gomez (UK)
- Goodiepal (DK)
- Goran Bregovic Wedding and Funeral Band & Orchestra (BOS)
- Groove Armada (UK)
- Hexstatic (UK)
- Hoven Droven (S)
- Hybrid
- Ill Bill (US)
- In Extremo (DK
- In Flames (S)
- Iron Maiden (UK)
- J. Live & Crew (US)
- Jesper The Satelite (DK)
- Andreas Johnson (S)
- Junios (DK)
- Junoon (PAK)
- Kieth Kaputo (US)
- Kelis (US)
- Kent (S)
- Kid Coala (CAN)
- Kid Koala & Bullfrog (CAN)
- Klart Dér! (DK)
- Klassens Tykke Dreng (DK)
- Wendo Colosoy (CON)
- Koneveljet (FIN)
- The Kovenant (N)
- Krydsfelt (DK)
- The Kékéliba Project (DK/MALI)
- DJ Lab (DK)
- Niel Landstrumm (US)
- Lars Holte (N)
- Laurent Garnier (F)
- Lenine (BRA)
- Live (US)
- Lok (S)
- Looptroop (S)
- Los De Abajo (MEX)
- Love Shop (DK)
- Luke Slanter (UK)
- Lust Sound System (DK)
- Machine Head (US)
- Madrugada (N)
- Magga Stina (ISL)
- Marie Frank (DK)
- Massinfluence (US)
- The Master Musicians of Jajouka (MAR)
- Maylay Sparks & Street Mass (US/DK)
- Methods of Meyhem (US)
- DJ Misjah (NL)
- Missin Linx (US)
- Mob (DK)
- Moloko
- Moon Gringo (DK)
- Miss Mukupa (DK)
- Muse (UK)
- N'Der & Le Setsima Group (SEN)
- Nebula (US)
- Nephew (DK)
- DJ Nicka (DK)
- Nine Inch Nails (US)
- North Mississippi All Stars (US)
- Nikolaj Nørlund (DK)
- Oasis (UK)
- Outlandish (DK)
- Oval (D)
- P 18 (CUB)
- Pearl Jam (US)
- Pet Shop Boys (UK)
- Petter (S)
- Platipus Sound System (UK)
- Saybia (DK)
- Prof. Scuba (N)
- Rae & Christian (UK)
- Lou Reed (US)
- Michael Reinboth (D)
- Ricardo Lemvo & Makina Loca (CON)
- Rico (UK)
- Rinocerose (F)
- Justin Robertson (UK)
- Robot (DK)
- The Rockets (S)
- Rollins Band (US)
- Romanthony (US)
- Roni Size Reprezent (UK)
- The Royal Beat Conspiracy (S)
- S.M. Mongstad (N/DK)
- Sahara Hotnights (S)
- Roger Sanchez (US)
- Semantix & Nis (DK)
- Sergent Garcia (F)
- Serras (DK)
- Sidestepper (UK)
- Sigur Rós (ISL)
- Silo (DK)
- Sin Palabras (CUB)
- DJ Skaft (DK)
- Smog (US)
- Speaker Bite Me (DK)
- Spiritual Beggars (S)
- Spotrunnaz (S)
- St. Etienne (UK)
- Starecase (UK)
- Stars of Ska (UK)
- Henning Stærk (DK)
- Sund Fornuft (DK)
- Superfunk (F)
- Superheroes (DK)
- System F3 Sound System (DK)
- Tarwater (D)
- The The (UK)
- DJ Thomas Gylling (S)
- Thåstöm (S)
- Tikimann (D)
- Timbumtu (S)
- DJ Tiësto (NL)
- Amon Tobin (UK)
- Tothe International (DK)
- Travis (UK)
- Tremolo Beer Gut (DK/S)
- Trigbag (DK)
- Under Byen (DK)
- Underworld (UK)
- Universal Funk (DK)
- Urga (S)
- Venus Brown & Band (US)
- Vex Red (UK)
- The Wannadies (S)
- Watercress (UK)
- We (N)
- Willie Nilson & Family (US)
- Wynona (DK)
- Yat Kha (TUVA/DK)
- Youssou N'Dour (SEN)
- Ziggi Marley & The Melody Makers (JAM)